# ブロックヘッド
ブロックヘッド（Blockhead）は哲学者ネド・ブロックが思考実験の一環として提示した理論上のコンピュータシステムである。ブロックの論文「心理学主義と行動科学主義」（Psychologism and Behaviourism）で提示された。
この中でブロックは、システムが知性的（intelligent）であるか否かの決定にとって重要な位置を占めるのはそのシステムの内部メカニズムであると主張し、非知性的なシステムであってもチューリング・テストはパスしうると述べている。

## 概要
会話を一定時間続けるとしよう。ブロックによれば、言語の本性上、会話を開始するために用いることのできる統語的・文法的に誤謬のない発言（sentence）の数は有限である。また、会話の最初の発言に対する誤謬のない応答の数も同様に有限である。このロジックを繰り返すと、会話の最後の発言まで同様のことがいえる。
そこで、こうした発言をすべてあらかじめプログラムしたコンピュータがあると仮定してみよう。30分の会話に必要な発言の数は天文学的な規模にのぼるといわれるが、純粋に理論的にはこうした機械が存在できることは明らかである。
このように可能な発言をすべてプログラムされた機械は、いかなる話題についてであれ、人間と会話を持続させることができることになる。したがって、この機械は（ブロックによれば）知性的ではないにもかかわらず、チューリング・テストをパスすることができるだろう。
ブロックは、この思考実験の主張は、知性を生む内部構造としてひとつの正確な解を仮定すべきであるということではなく、内部構造によっては知性を生じないものもあるということだと述べている。
この話題に関してはジョン・サールの「中国語の部屋」の議論も参照のこと。

## 註
1. ↑  英語の一般名詞としては、blockheadは鈍物、頑固者といった意味である。